# Spinirta lanceolata
Espèce
Spinirta lanceolata est une espèce d'araignées aranéomorphes de la famille des Corinnidae.

## Distribution
Cette espèce est endémique de Chine. Elle se rencontre au Guangxi et au Guizhou.

## Description
Le mâle holotype mesure 10,41 mm.

## Systématique et taxinomie
Cette espèce a été décrite par Zhang, Jin et Zhang en 2023.

## Publication originale
- Zhang, Jin & Zhang, 2023 : « Three new Spinirta species from China (Araneae, Corinnidae), with the first description of the male of S. leigongshanensis Jin & Zhang, 2020. » Zootaxa, no 5231(4), p. 445-458.